# Thomas von Rajalin
Thomas (von) Rajalin, född 1673 i Finland, död den 4 september 1741 ombord på amiralsskeppet Ulrika Eleonora, var en svensk sjömilitär.

## Biografi
Föräldrarnas namn är okända. Han var stamfar till ätten von Rajalin. Efter att några år som tjänstgörande på kofferdifartyg ha företagit färder på Nordsjön och Östersjön och sedermera varit anställd på utländska örlogsfartyg, fick Rajalin 1699 plats som lärstyrman vid amiralitetet i Karlskrona. I svenska flottans operationer under Karl XII:s krig deltog han oavbrutet och befordrades 1715 till kommendör.
Bland hans därunder utförda bedrifter förtjänar särskilt omnämnas hans uppträdande vid Hanö i Blekingsskären 1717. Som befälhavare på linjeskeppet Verden höll han där ensam ut i kampen mot tre fientliga linjeskepp och två fregatter. Efter krigets slut sysselsatte han sig med studier i sjöväsendet och utgav 1730 till detsammas höjande i Sverige två skrifter: Nödig underrättelse om navigation eller styrmanskonsten och Nödig underrättelse om skeppbyggeriet och därutaf härflytande högnödiga och sjöväsendet samt taklingen tillhörige proportioner efter höga vederbörandes befalning.
Regeringen fann dessa skrifter så förtjänstfulla, att han belönades med gratifikationer om tillsammans 3 800 daler silvermynt. Ett av honom utarbetat sjöreglemente blev av regeringen antaget att lända vederbörande till efterrättelse. År 1732  utnämndes han till ekipagemästare och befordrades 1741 till viceamiral. Då ryska kriget samma år utbröt erhöll han befälet över den flotta som avgick till Finska viken.
På grund av att hans instruktion förbjöd honom att inlåta sig i något som helst företag utan regeringens uttryckliga order, nödgades han hela sommaren ligga med sin flotta för ankar vid Aspögaddarna utanför Fredrikshamn. För den därunder uppkomna bristen på vatten och proviant och därmed uppkomna sjukdomar dukade en stor del av besättningen under. Rajalin avled ombord på amiralsskeppet Ulrika Eleonora. Han hade samma år blivit upphöjd i adligt stånd.